# DRD2
DRD2 (англ. Dopamine receptor D2) – білок, який кодується однойменним геном, розташованим у людей на короткому плечі 11-ї хромосоми. Довжина поліпептидного ланцюга білка становить 443 амінокислот, а молекулярна маса — 50 619.
| 10         |  | 20         |  | 30         |  | 40         |  | 50         |
| ---------- |  | ---------- |  | ---------- |  | ---------- |  | ---------- |
| MDPLNLSWYD |  | DDLERQNWSR |  | PFNGSDGKAD |  | RPHYNYYATL |  | LTLLIAVIVF |
| GNVLVCMAVS |  | REKALQTTTN |  | YLIVSLAVAD |  | LLVATLVMPW |  | VVYLEVVGEW |
| KFSRIHCDIF |  | VTLDVMMCTA |  | SILNLCAISI |  | DRYTAVAMPM |  | LYNTRYSSKR |
| RVTVMISIVW |  | VLSFTISCPL |  | LFGLNNADQN |  | ECIIANPAFV |  | VYSSIVSFYV |
| PFIVTLLVYI |  | KIYIVLRRRR |  | KRVNTKRSSR |  | AFRAHLRAPL |  | KGNCTHPEDM |
| KLCTVIMKSN |  | GSFPVNRRRV |  | EAARRAQELE |  | MEMLSSTSPP |  | ERTRYSPIPP |
| SHHQLTLPDP |  | SHHGLHSTPD |  | SPAKPEKNGH |  | AKDHPKIAKI |  | FEIQTMPNGK |
| TRTSLKTMSR |  | RKLSQQKEKK |  | ATQMLAIVLG |  | VFIICWLPFF |  | ITHILNIHCD |
| CNIPPVLYSA |  | FTWLGYVNSA |  | VNPIIYTTFN |  | IEFRKAFLKI |  | LHC        |

A: Аланін

C: Цистеїн

D: Аспарагінова кислота

E: Глутамінова кислота

F: Фенілаланін

G: Гліцин

H: Гістидин

I: Ізолейцин

K: Лізин

L: Лейцин

M: Метіонін

N: Аспарагін

P: Пролін

Q: Глутамін

R: Аргінін

S: Серин

T: Треонін

V: Валін

W: Триптофан

Кодований геном білок за функціями належить до рецепторів, g-білокспряжених рецепторів, білків внутрішньоклітинного сигналінгу. 
Задіяний у такому біологічному процесі, як альтернативний сплайсинг. 
Локалізований у клітинній мембрані, мембрані.